# Bahnstrecke Wychodnoj–Lawna
Die Bahnstrecke Wychodnoj–Lawna ist ein im Bau befindlicher Abzweig von der Murmanbahn.

## Geografische Lage
Die Neubaustrecke soll in Wychodnoj, wenige Kilometer südlich von Kola, von der Murmanbahn abzweigen, dann auf einer knapp 1600 Meter langen Brücke den Fluss Tuloma queren und weiter in nördliche Richtung nach Lawna verlaufen.

## Technische Parameter
Die Strecke wird in der Spurweite von 1520 Millimeter gebaut und soll 46 Kilometer lang werden und in einem noch zu errichtenden Tiefwasserhafen an der eisfreien Kola-Bucht in Lawna enden. Vorzugsweise soll hier Steinkohle auf Schiffe umgeladen werden, die aus dem Kusnezker Becken per Bahn hierher transportiert wird. Die Kola-Bucht bietet den nächstgelegenen inländischen, eisfreien Meereszugang für Fracht aus dem Kusnezker Becken. Die Kosten belaufen sich auf 320 Mio. Euro und werden teils aus öffentlichen, teils aus privaten Mitteln aufgebracht. Größter privater Geldgeber ist die Schweizer Investmentgesellschaft Mercuria.

## Geschichte
Am 19. Juni 2020 wurde wegen eines Brückeneinsturzes auf der Murmanbahn ein im Bau befindliches Teilstück zwischen Wychodnoj und dem südwestlich von Murmansk gelegenen Hafen Murmashi als Umleitungsstrecke für den Güterverkehr vorzeitig eröffnet.

## Zukunft
Angestrebt werden eine Jahrestransportmenge von 18 Mio. Tonnen und eine Inbetriebnahme der Bahnstrecke 2020[veraltet].